# Securitas Direct
Securitas Direct és una empresa de seguretat amb seu a Malmö, Suècia i activa a 15 Estats d'Europa i Amèrica del Sud. L'any 1988 es va fundar com a part del grup suec Securitas AB. Després es va convertir en una empresa independent. Hellman & Friedman és actualment el principal accionista del grup. El 2006 va començar a cotitzar al Nasdaq OMX d'Estocolm, quan es va distribuir als accionistes de Securitas AB. El 2008, ESML Intressenter AB va comprar l'empresa i es va retirar. El 2011, ESML va vendre Securitas Direct a Bain Capital i Hellman & Friedman.
Verisure és el nou nom de la sucursal de consum de Securitas Direct i el nom de la companyia a 15 Estats: Espanya, Suècia, Noruega, Finlàndia, Dinamarca, Bèlgica, Països Baixos, França, Portugal, Itàlia, Brasil, Xile, Perú i el Regne Unit. A la resta d'Estats, el nom de l'empresa és Securitas Direct, però finalment acabarà canviant a Verisure. La unitat sueca que es dirigeix al segment de negoci té el nom de Securitas Direct i no canviarà a Verisure.
En una sentència d'abril de 2015, el tribunal de districte d'Amsterdam, Països Baixos, va dictaminar que la directa captació (venda directament a domicili), amb sistemes d'alarma i subscripcions PAC plurianuals associades, una de les principals pràctiques comercials de l'empresa, era il·legal amb els consumidors.

## Crítiques i polèmiques
A Espanya, la companyia ha estat denunciada i sancionada per males pràctiques en la seva publicitat, recorrent a la por a majors d'edat com a estratègia comercial, també per amagar clàusules abusives en la seva contractació i per la falta d'efectivitat dels seus sistemes de alarma.
A inicis d'abril de 2021, durant les falques publicitàries que l'empresa té al programa de ràdio del periodista d'extrema dreta Federico Jiménez Losantos a EsRadio, el tertulià es va referir a la necessitat de contractar un sistema d'alarma al domicili si Serigne Mbayé d'origen senegalès, exportaveu del Sindicat de Manters de Madrid i candidat d'Unides Podem a les eleccions a l'Assemblea de Madrid de 2021, acabava sent escollit diputat autonòmic.